# Rumania en los Juegos Olímpicos de Tokio 2020
Rumania estuvo representada en los Juegos Olímpicos de Tokio 2020 por un total de 105 deportistas que compitieron en 17 deportes. Responsable del equipo olímpico fue el Comité Olímpico y Deportivo Rumano, así como las federaciones deportivas nacionales de cada deporte con participación.
Los portadores de la bandera en la ceremonia de apertura fueron el nadador Robert Glință y la remera Simona Radiș.

## Medallistas
El equipo olímpico de Rumania obtuvo las siguientes medallas:
| Nombre                                                          | Deporte | Competición                |
| --------------------------------------------------------------- | ------- | -------------------------- |
| Oro                                                             |         |                            |
| Nicoleta-Ancuța Bodnar Simona Radiș                             | Remo    | Doble scull (W2X) F        |
| Plata                                                           |         |                            |
| Ana Maria Popescu                                               | Esgrima | Espada individual F        |
| Marius Cozmiuc Ciprian Tudosă                                   | Remo    | Dos sin timonel (M2-) M    |
| Mihăiță Țigănescu Mugurel Semciuc Ștefan Berariu Cosmin Pascari | Remo    | Cuatro sin timonel (M4-) M |
| Bronce                                                          |         |                            |
| —                                                               |         |                            |